# Lucrecia Peinado
Lucrecia Eugenia Peinado Villanueva (Ciudad de Guatemala, 1961) es una médica, cirujana y anestesióloga guatemalteca. Está casada con Bernardo Arévalo, actual presidente de Guatemala, por lo que es la primera dama de Guatemala.

## Biografía
Peinado nació en la ciudad de Guatemala en una familia evangélica. Su bisabuelo era judío y su bisabuela era católica, mientras que sus abuelos fueron pastores evangélicos en Mixco.
Se graduó como médico cirujano en la Universidad de San Carlos de Guatemala, especializándose posteriormente en anestesiología y gerencia en programas de salud. Trabajó como administradora de proyectos de salud enfocados en la lucha contra la malaria, el VIH/sida y la reducción de la mortalidad materna. Fue asesora ante organizaciones internacionales relacionadas con la salud.

## Vida personal

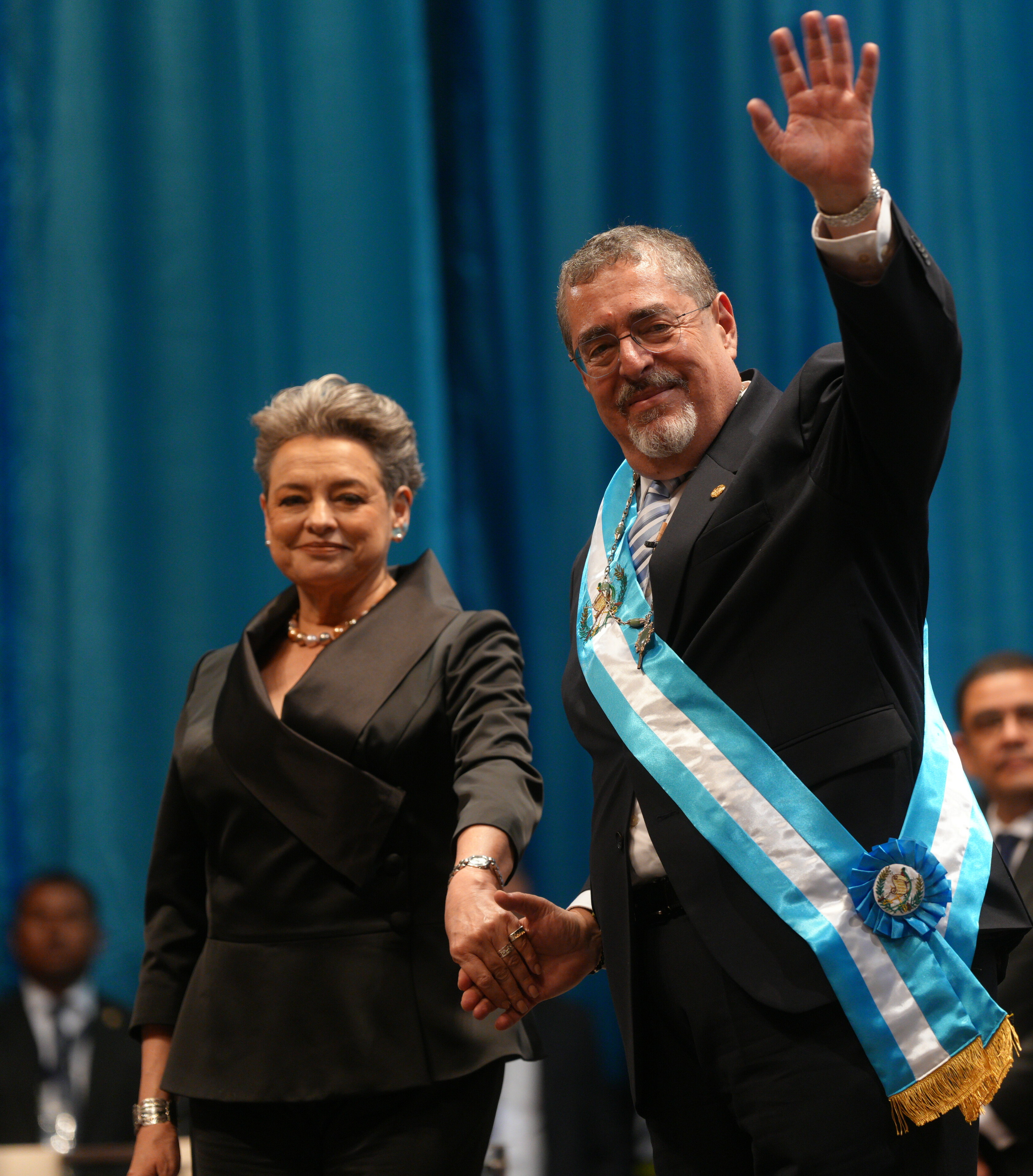
Peinado junta a Bernardo Arévalo, el día de la posesión del segundo.

Peinado conoció a Bernardo Arévalo en 1999 cuando ambos trabajaban en la oficina del Programa de las Naciones Unidas para el Desarrollo (PNUD) en Guatemala. Ella y Arévalo se casaron en 2011 y vivieron en Ginebra, Suiza. Regresaron a Guatemala en 2014. El matrimonio tiene en total 6 hijos, cada quien tiene tres hijos de sus primeros matrimonios. No tienen hijos propios de su unión sentimental.
Su padre, Rubén Peinado, falleció el 28 de junio de 2023, tres días después de las elecciones generales de 2023 en las que Bernardo Arévalo calificó para participar en la segunda vuelta.
Además de su español nativo, Peinado habla inglés.